# Замок Скалловей
Замок Скалловей (англ. Scalloway Castle) — шотландский замок, который расположен в посёлке Скалловей на берегу бухты, врезанной в юго-западный берег острова Мейнленд, в архипелаге Шетландских островов, в Шотландии. Находится в ведении организации «Historic Scotland», исполнительного органа шотландского правительства.

## История

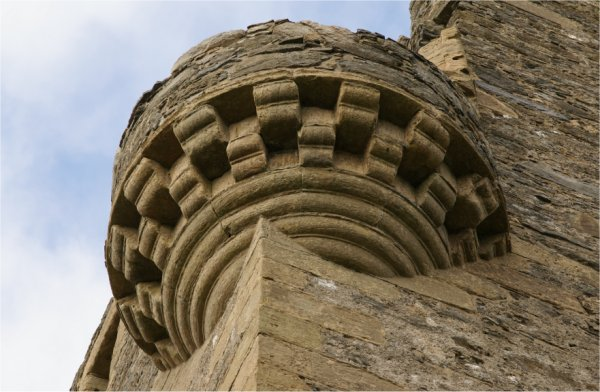
Фрагмент фасада

Построен в 1600 году Патриком Стюартом, 2-м графом Оркнейским, представителем дворянского рода Стюартов примерно в одно и то же время с замком Мунесс на острове Анст.
Замок Скаллоуэй стал административным центром Шетландских островов сменив в этом смысле Лоу-Тинг-Холм. В 1733 году столица была перенесена в Леруик.
В 1971 году включён в список памятников архитектуры категории «A».